# Ivan Jovanović
Ivan Jovanović (in serbo Иван Јовановић?; Loznica, 8 luglio 1962) è un allenatore di calcio ed ex calciatore serbo, fino al 2003 jugoslavo e al 2006 serbo-montenegrino, di ruolo centrocampista, commissario tecnico della nazionale greca.
Nel 2011 viene insignito del premio Allenatore serbo dell'anno.

## Carriera

### Club

#### Giocatore
All'età di 10 anni ha iniziato la sua carriera calcistica nel Dojnica e una volta raggiunta la maggiore età è entrato a far parte nella prima squadra rimanendoci fino al 1984. Nel 1984 si trasferisce al Rad Belgrado, dove gioca per altri 5 anni fino al 1989, quando si trasferisce in Grecia per giocare nell'Iraklis di Salonicco. Termina la sua carriera da calciatore, nel 1999, proprio nella squadra di Salonicco.

### Allenatore
Dopo aver preso il patentino come allenatore, inizia la sua carriera da tecnico nel 2001 sedendosi sulla panchina del Nikī Volo, per poi guidare l'Iraklis, il Panachaïkī e infine l'APOEL Nicosia.
Con la compagine cipriota, che guida dal 2008 al 2013, vince numerosi trofei e partecipa per due volte alla UEFA Champions League, oltre ad aggiudicarsi per ben quattro volte il premio di Allenatore dell'anno nel campionato cipriota.
Il 23 novembre 2011 ottiene con l'APOEL Nicosia un risultato storico, la qualificazione con un turno d'anticipo agli ottavi di finale di UEFA Champions League in un girone complicato, comprendente anche Porto, Zenit San Pietroburgo e Šachtar. Il tecnico serbo porta poi i  ciprioti ai quarti di finale battendo l'Olympique Lione ai tiri di rigore. 
Dal 2013 al 2016 allena l'Al-Nasr, che guida nuovamente nel 2018. Dal 2019 al 2020 è alla guida della nazionale emiratina. Nel 2021 torna in Grecia per diventare l'allenatore del Panathīnaïkos, ruolo che mantiene per un biennio.
Il 17 giugno 2024 viene nominato commissario tecnico della nazionale greca.

## Statistiche

### Statistiche da allenatore

#### Nazionale
Statistiche aggiornate al 10 giugno 2025.
| Squadra | Naz               | dal            | al       | Record | Record | Record | Record     | Record | Record | Record | Record |
| G       | V                 | N              | P        | GF     | GS     | DR     | Vittorie % |        |        |        |        |
| ------- | ----------------- | -------------- | -------- | ------ | ------ | ------ | ---------- | ------ | ------ | ------ | ------ |
| Grecia  | Grecia (bandiera) | 17 giugno 2024 | in corso | 10     | 8      | 0      | 2          | 22     | 6      | +16    | 80,00  |

#### Nazionale greca nel dettaglio
| 2024          | Grecia        | UEFA Nations League 2024-2025 | 2° nel Gruppo 2 della Lega B, promosso in Lega A dopo gli spareggi | 6  | 5 | 0 | 1 | 83,33   | 11 | 4 | +7  |
| 2025          | Grecia        | UEFA Nations League 2024-2025 | 2° nel Gruppo 2 della Lega B, promosso in Lega A dopo gli spareggi | 2  | 1 | 0 | 1 | 50,00   | 3  | 1 | +2  |
| Dal 2024      | Grecia        | Amichevoli                    |                                                                    | 2  | 2 | 0 | 0 | 100,00& | 8  | 1 | +7  |
| Totale Grecia | Totale Grecia | Totale Grecia                 | Totale Grecia                                                      | 10 | 8 | 0 | 2 | 80,00   | 22 | 6 | +16 |

#### Panchine da commissario tecnico della nazionale greca
| Cronologia completa delle presenze e delle reti in nazionale ― Grecia | Cronologia completa delle presenze e delle reti in nazionale ― Grecia | Cronologia completa delle presenze e delle reti in nazionale ― Grecia | Cronologia completa delle presenze e delle reti in nazionale ― Grecia | Cronologia completa delle presenze e delle reti in nazionale ― Grecia | Cronologia completa delle presenze e delle reti in nazionale ― Grecia | Cronologia completa delle presenze e delle reti in nazionale ― Grecia  | Cronologia completa delle presenze e delle reti in nazionale ― Grecia |
| Data                                                                  | Città                                                                 | In casa                                                               | Risultato                                                             | Ospiti                                                                | Competizione                                                          | Reti                                                                   | Note                                                                  |
| --------------------------------------------------------------------- | --------------------------------------------------------------------- | --------------------------------------------------------------------- | --------------------------------------------------------------------- | --------------------------------------------------------------------- | --------------------------------------------------------------------- | ---------------------------------------------------------------------- | --------------------------------------------------------------------- |
| 7-9-2024                                                              | Il Pireo                                                              | Grecia                                                                | 3 – 0                                                                 | Finlandia                                                             | UEFA Nations League 2024-2025 - Lega B                                | 2 Fōtīs Iōannidīs autorete                                             | Cap: A. Mpakasetas                                                    |
| 10-9-2024                                                             | Dublino                                                               | Irlanda                                                               | 0 – 2                                                                 | Grecia                                                                | UEFA Nations League 2024-2025 - Lega B                                | Fōtīs Iōannidīs Chrīstos Tzolīs                                        | Cap: A. Mpakasetas                                                    |
| 10-10-2024                                                            | Londra                                                                | Inghilterra                                                           | 1 – 2                                                                 | Grecia                                                                | UEFA Nations League 2024-2025 - Lega B                                | 2 Vaggelīs Paulidīs                                                    | Cap: A. Mpakasetas                                                    |
| 13-10-2024                                                            | Il Pireo                                                              | Grecia                                                                | 2 – 0                                                                 | Irlanda                                                               | UEFA Nations League 2024-2025 - Lega B                                | Anastasios Mpakasetas Petros Mantalos                                  | Cap: A. Mpakasetas                                                    |
| 14-11-2024                                                            | Atene                                                                 | Grecia                                                                | 0 – 3                                                                 | Inghilterra                                                           | UEFA Nations League 2024-2025 - Lega B                                | -                                                                      | Cap: A. Mpakasetas                                                    |
| 17-11-2024                                                            | Helsinki                                                              | Finlandia                                                             | 0 – 2                                                                 | Grecia                                                                | UEFA Nations League 2024-2025 - Lega B                                | Anastasios Mpakasetas Chrīstos Tzolīs                                  | Cap: A. Mpakasetas                                                    |
| 20-3-2025                                                             | Il Pireo                                                              | Grecia                                                                | 0 – 1                                                                 | Scozia                                                                | UEFA Nations League 2024-2025 - Lega B (Spareggi)                     | -                                                                      | Cap: P. Mantalos                                                      |
| 23-3-2025                                                             | Glasgow                                                               | Scozia                                                                | 0 – 3                                                                 | Grecia                                                                | UEFA Nations League 2024-2025 - Lega B (Spareggi)                     | Giannīs Kōnstantelias Kōnstantinos Karetsas Chrīstos Tzolīs            | Cap: V. Paulidīs                                                      |
| 7-6-2025                                                              | Candia                                                                | Grecia                                                                | 4 – 1                                                                 | Slovacchia                                                            | Amichevole                                                            | Giannīs Kōnstantelias Vaggelīs Paulidīs Tasos Douvikas autorete        | Cap: V. Paulidīs                                                      |
| 10-6-2025                                                             | Candia                                                                | Grecia                                                                | 4 – 0                                                                 | Bulgaria                                                              | Amichevole                                                            | Dīmītrios Pelkas Fōtīs Iōannidīs Chrīstos Tzolīs Giannīs Kōnstantelias | Cap: A. Mpakasetas                                                    |
| Totale                                                                |                                                                       | Presenze                                                              | 10                                                                    |                                                                       | Reti                                                                  | 22                                                                     |                                                                       |

## Palmarès

### Allenatore

#### Club
- Campionati ciprioti: 2

APOEL Nicosia: 2008-2009, 2010-2011
- Supercoppe di Cipro: 3

APOEL Nicosia: 2008-2009, 2009-2010, 2010-2011
- Coppa di Grecia: 1

Panathinaikos: 2021-2022

#### Individuale
- Allenatore serbo dell'anno: 4

2003-2004, 2008-2009, 2009-2010, 2010-2011